# Vetenskaplig socialism
Vetenskaplig socialism eller den vetenskapliga socialismen är termen Friedrich Engels använde för att beskriva den sociopolitiska teori som presenterades av Karl Marx. Den vetenskapliga socialismen står i kontrast till den utopiska socialismen på det sätt att dess teorier bygger på empiri, observationer är avgörande för teorins utveckling, och kan i sina teoretiska beståndsdelar falsifieras.

## Metodologi
Den vetenskapliga socialismens metodologi går ut på att genom analys av historisk utveckling förstå och förutsäga sociala, ekonomiska och materiella fenomen i samhället och den möjliga utvecklingen. Det står i skarp kontrast till den så kallade utopiska socialismen, vars metod är att presentera vad som uppfattas som rationella förslag på förändring och övertyga andra om rationaliteten och det önskvärda i dessa förslag. Den vetenskapliga socialismen står också i kontrast till den klassiska liberala föreställningen om absoluta ekonomiska naturlagar som i allt väsentligt gäller alla mänskliga samhällen oavsett tid och plats.